# 이용철 (카누 선수)
이용철(李容喆, 1970년 1월 4일~)은 대한민국의 카누 선수로, 1988년 하계 올림픽에 참가했다.